# Als (ostrov)
Als je ostrov v Dánsku. Má rozlohu 321 km² (sedmý největší ostrov Dánska) a více než padesát tisíc obyvatel. Leží jihovýchodně od pobřeží Jutského poloostrova, mezi Flensburským zálivem a průlivem Malý Belt. Je součástí administrativního regionu Syddanmark. Největším městem je Sønderborg.
O dávném osídlení ostrova svědčí dřevěná Hjortspringská loď ze 4. století před naším letopočtem, objevená v roce 1921 a umístěná v Národním muzeu v Kodani.
V červnu 1864 se odehrála bitva u Alsu, která byla součástí dánsko-německé války. Po ní se stal ostrov součástí Pruska, Dánsku byl navrácen po referendu v roce 1920.
Ostrov je s pevninou spojen 331 metrů dlouhým Mostem Kristiána X., který byl otevřen v roce 1930.
Rovinatý ostrov s úrodnou půdou má rozvinutou živočišnou i rostlinnou výrobu. Díky klidnému prostředí s hlubokými lesy a písečnými plážemi i množstvím památek láká také množství turistů. Ve městě Nordborg sídlí firma Danfoss, výrobce tepelné techniky.
Rodákem z ostrova Als byl spisovatel Herman Bang.

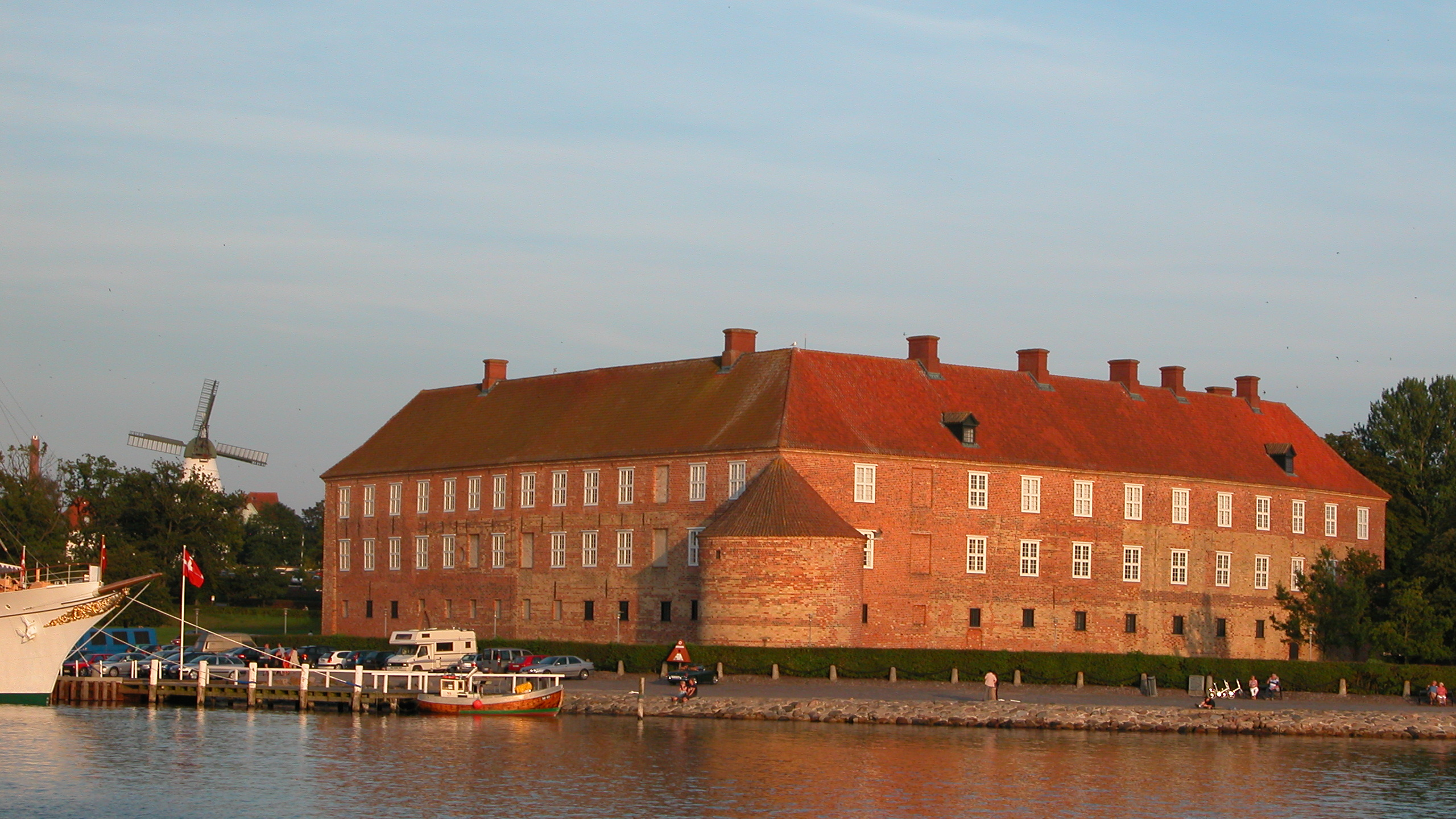
Zámek v Sønderborgu